# Welfen-Gymnasium Schongau
Das Welfen-Gymnasium Schongau ist ein Gymnasium in Schongau in Oberbayern.

## Geschichte
Bereits 1939 wollte der Landrat Ludwig Thoma eine sechsklassige Oberschule gründen, doch der Kriegsausbruch verhinderte dies. Am 13. Juli 1959 wurde dann der Gründungsvertrag für eine Oberrealschule abgeschlossen. 1965 wurde der Ausbau zum Vollgymnasium mit Oberstufe genehmigt. Von 1968 bis 1993 nahm das Welfen-Gymnasium am Schulversuch „Kooperative Gesamtschule“ teil. 1969 wurde das Hauptgebäude errichtet und die evangelische Volksschule wurde 1979 als Nebengebäude eingerichtet. Seit 1994 trägt das Gymnasium seinen jetzigen Namen nach den Welfen, die im benachbarten Peiting eine Burg hatten. 1999 folgte ein zusätzlicher Erweiterungsbau, 2005 wurde der Altbau aufgestockt. Von 2001 bis 2017 war Wolfgang Gebler Schulleiter. Anschließend folgte Bernhard O’Connor und 2025 übernahm Alexander Pfaffendorf die Schulleitung.

## Selbstverständnis
Das Welfen-Gymnasium versteht sich als Ort des gemeinsamen Lernens und des Entdeckens der eigenen Fähigkeiten. Dabei ist die kognitive Auseinandersetzung mit den Lerninhalten genauso wichtig wie emotionale, soziale und künstlerische Aspekte.

## Ausbildungszweige
Das Gymnasium verfügt über drei Ausbildungszweige: naturwissenschaftlich-technologisch, sprachlich und (seit 2011, in Zusammenarbeit mit Herzogsägmühle) sozialwissenschaftlich. Als erste Fremdsprache wird Englisch unterrichtet, als zweite Fremdsprache Latein oder Französisch. Für den sprachlichen Ausbildungszweig mit Latein als zweiter Fremdsprache kommt ab der achten Jahrgangsstufe Französisch als dritte Sprache hinzu. Als spätbeginnende Fremdsprache wird ab der 10. Klasse Spanisch angeboten.

## Aktivitäten
Alle 5. Klassen fahren für fünf Tage in ein Schullandheim in Balderschwang. In der 7. Klasse fahren die Schüler ebenfalls für fünf Tage in ein Skilager. In der 9. Jahrgangsstufe finden in Seifriedsberg dreitägige Besinnungstage statt. In der Mittel- und Oberstufe können Schüler und Schülerinnen an einem Schüleraustausch nach Schottland, Frankreich oder in die USA  teilnehmen. Auch nach Nepal können Schülerinnen und Schüler der Oberstufe im Rahmen eines Projekt-Seminars reisen. Zudem werden in unregelmäßigen Abständen außerhalb der Schulzeiten freiwillige Opern- und Theaterfahrten nach München organisiert. Den Schülern stehen auch verschiedene Zusatzangebote (Kochkurse, Theatergruppe, Chor) zur Verfügung.